# Bāʿ
Bāʿ (arabisch باع, DMG bāʿ ‚Klafter‘) war ein arabisches Längenmaß, das auch qāma genannt wurde. Es entspricht vier kanonischen Ellen, also rund 2 Meter. Im heutigen Ägypten ist der Bāʿ = 3 Meter. Seit 1891 gilt dort allerdings offiziell das metrische System.